# Bukovinka
Bukovinka (in tedesco Klein Bukowin) è un comune della Repubblica Ceca facente parte del distretto di Blansko, in Moravia Meridionale.